# Hiện vật triển lãm bị cấm xuất cảnh của Trung Quốc
Hiện vật triển lãm bị cấm xuất cảnh (tiếng Trung: 禁止出境展览文物; Hán-Việt: Cấm chỉ xuất cảnh triển lãm văn vật; bính âm: Jìnzhǐ Chūjìng Zhǎnlǎn Wénwù) là những hiện vật khảo cổ và lịch sử Trung Quốc hiện được trưng bày và lưu giữ tại các bảo tàng, viện nghiên cứu, và các địa điểm ở Trung Quốc và đồng thời cũng được Chính phủ Trung Quốc đưa vào danh sách cấm xuất cảnh vì giá trị văn hóa và lịch sử không thể thay thế. Trong số này có rất nhiều hiện vật thu thập được trong các cuộc khai quật khảo cổ lớn của Trung Quốc thế kỷ 20.

## Lịch sử
Trung Quốc lần đầu ban hành Luật bảo vệ di sản văn hóa vào ngày 19 tháng 11 năm 1982 trong đó điều 28 quy định việc cấm xuất cảnh đối với các di sản văn hóa được coi là có giá trị đặc biệt, trừ trường hợp chính phủ (Quốc vụ viện) Trung Quốc cho phép chính thức để triển lãm tạm thời tại nước ngoài.
Trung Quốc đã có ba lần ban hành danh sách hiện vật bị cấm xuất cảnh trong đó đợt 1 vào ngày 18 tháng 1 năm 2002 gồm 64 hiện vật, đợt hai ngày 11 tháng 6 năm 2012 gồm 37 hiện vật liên quan đến hội họa và thư họa, và đợt ba ngày 31 tháng 7 năm 2013 gồm 94 hiện vật.
Bên cạnh các hiện vật nằm trong danh sách, các hiện vật thuộc các nhóm sau cũng bị cấm triển lãm bên ngoài Trung Quốc:
- Di cốt của người cổ
- Hiện vật thờ cúng chính tại các địa điểm thờ cúng tôn giáo
- Hiện vật văn hóa hạng nhất có tính độc đáo và dễ hư hỏng, khó bảo quản
- Hiện vật không phù hợp để triển lãm ở bên ngoài Trung Quốc để đảm bảo việc duy trì, bảo tồn.
- Hiện vật chưa từng được triển lãm ở Trung Quốc.[8]

## Danh sách các hiện vật bị cấm xuất cảnh

### Đợt 1 (2002)[9][10]
| Tên hiện vật | Thời kỳ                            | Địa điểm phát hiện                | Thời điểm phát hiện | Nơi lưu giữ                                            | Hình ảnh |
| --- | ---------------------------------- | --------------------------------- | ------------------- | ------------------------------------------------------ | -------- |
| Bình gốm với hình vẽ hạc, cá, và rìu đá (彩绘鹳鱼石斧图陶缸) | Đồ đá mới                          | Nhữ Châu, Hà Nam                  | 1978                | Bảo tàng Quốc gia Trung Quốc                           |          |
| Đỉnh bằng đất nung tạo dáng hình chim ưng của văn hóa Ngưỡng Thiều. (陶鹰鼎)                                                                                              | Đồ đá mới                          | Hóa Châu, Thiểm Tây               | 1958                | Bảo tàng Quốc gia Trung Quốc                           |          |
| Đỉnh Hậu Mẫu Mậu (后母戊鼎) | Nhà Thương (1600–1046 TCN)         | An Dương, Hà Nam                  | 1939                | Bảo tàng Quốc gia Trung Quốc                           |          |
| Chén tế Lợi quỹ bằng đồng khắc văn tự về việc Chu Vũ vương đánh bại Nhà Thương (利簋)                                                                                     | Tây Chu (1046–771 TCN)             | Lâm Đồng, Tây An                  | 1976                | Bảo tàng Quốc gia Trung Quốc                           |          |
| Đỉnh Đại Vu có khắc văn tự về năm trị vì thứ 23 của Chu Khang vương (大盂鼎)                                                                                              | Tây Chu (1046–771 TCN)             | Kỳ Sơn, Thiểm Tây                 | 1820–1850           | Bảo tàng Quốc gia Trung Quốc                           |          |
| Bàn Quách Quý Tử Bạch làm bằng đồng có khắc văn tự về việc Quách Quý Tử Bạch đánh bại người Hiểm Duẫn (Hung nô) vào năm thứ 12 thời Chu Tuyên vương (虢季子白盘)          | Tây Chu (1046–771 TCN)             | Bảo Kê, Thiểm Tây                 | 1820–1850           | Bảo tàng Quốc gia Trung Quốc                           |          |
| Bốn chiếc Mũ phượng (Phượng quan) lấy từ mộ của Vạn Lịch đế trong Minh Thập Tam lăng (凤冠)                                                                               | Nhà Minh (1368–1644)               | Xương Bình, Bắc Kinh              | 1957                | Bảo tàng Quốc gia Trung Quốc                           |          |
| Cốc ngà voi khảm ngọc bích lấy từ mộ của Phụ Hảo (嵌綠松石象牙杯) | Nhà Thương (1600–1046 TCN)         | An Dương, Hà Nam                  | 1976                | Viện khảo cổ, Viện Khoa học xã hội Trung Quốc          |          |
| Chuông Tấn Hiến hầu gồm một bộ 16 chuông lễ nhạc lấy từ mộ của Tấn Hiến hầu thời Tây Chu (晉侯蘇鍾)                                                                       | Tây Chu (1046–771 TCN)             | Khúc Ốc, Sơn Tây                  |                     | Bảo tàng Thượng Hải                                    |          |
| Đỉnh Đại Khắc bằng đồng đúc thời Chu Hiếu vương (大克鼎) | Tây Chu (1046–771 TCN)             | Phù Phong, Thiểm Tây              | 1890                | Bảo tàng Thượng Hải                                    |          |
| Đỉnh Thái Bảo bằng đồng đúc thời Chu Thành vương (太保鼎) | Tây Chu (1046–771 TCN)             | Lương Sơn, Tế Ninh                | mid 19th century    | Bảo tàng Thiên Tân                                     |          |
| Bát sơn mài đỏ của Văn hóa Hà Mỗ Độ (河姆渡出土朱漆碗) | Đồ đá mới                          | Dư Diêu, Chiết Giang              | 1977                | Bảo tàng Chiết Giang, Hàng Châu                        |          |
| Lò bếp làm bằng đất nung của Văn hóa Hà Mỗ Độ (河姆渡出土陶灶) | Đồ đá mới                          | Dư Diêu, Chiết Giang              | 1977                | Bảo tàng Chiết Giang, Hàng Châu                        |          |
| Ngọc tông vương của Văn hóa Lương Chử (良渚出土玉琮王) | Đồ đá mới                          | Dư Hàng, Hàng Châu                | 1986                | Viện khảo cổ Chiết Giang                               |          |
| Cốc thủy tinh thời Chiến Quốc (水晶杯) | Chiến Quốc (475–221 TCN)           | Hàng Châu, Chiết Giang            | 1990                | Viện khảo cổ Chiết Giang                               |          |
| Bàn đồng Tích Xuyên để đặt đồ lễ trong mộ của con trai Sở Trang vương (淅川出土銅禁)                                                                                      | Xuân Thu (771–403 TCN)             | Tích Xuyên, Hà Nam                | 1978                | Bảo tàng Hà Nam, Trịnh Châu                            |          |
| Cặp bình hạc vuông bằng đồng lấy từ mộ thời Xuân Thu (新鄭出士蓮鶴銅方壺)                                                                                                 | Xuân Thu (771–403 TCN)             | Tân Trịnh, Trịnh Châu             | 1923                | Bảo tàng Cố cung, Bắc Kinh Bảo tàng Hà Nam, Trịnh Châu |          |
| Gương đồng hình vuông lấy từ mộ của Tề vương (齐王墓青铜方镜) | Tây Hán (206 TCN – 9)              | Truy Bác, Sơn Đông                | 1980                | Bảo tàng Truy                                          |          |
| Đỉnh đồng lấy từ mộ của Sở vương (铸客大铜鼎) | Chiến Quốc (475–221 TCN)           | Thọ, Hoài Nam, An Huy             | 1933                | Bảo tàng An Huy, Hợp Phì                               |          |
| Guốc sơn mài lấy từ mộ Chu Nhiên (朱然墓出土漆木屐) | Tam quốc (Đông Ngô)                | Mã An Sơn, An Huy                 | 1984                | Bảo tàng lăng mộ Chu Nhiên                             |          |
| Đĩa sơn mài có vẽ hình sinh hoạt lấy từ mộ Chu Nhiên (朱然墓出土贵族生活图漆盘)                                                                                           | Tam quốc (Đông Ngô)                | Mã An Sơn, An Huy                 | 1984                | Bảo tàng lăng mộ Chu Nhiên                             |          |
| Bình phong sơn mài lấy từ mộ Tư Mã Kim Long (司马金龙墓出土漆屏) | Bắc Ngụy (386–534)                 | Đại Đồng, Sơn Tây                 | 1965                | Bảo tàng Đại                                           |          |
| Tranh tường An mã xuất hành đồ trong mộ của Lâu Duệ thời Bắc Tề (娄睿墓鞍马出行图壁画)                                                                                    | Bắc Tề (550–577)                   | Thái Nguyên, Sơn Tây              | 1979                | Viện khảo cổ Sơn Tây                                   |          |
| Bia đá khắc niết bàn (涅槃变相碑) | Nhà Đường (618–907)                | Lâm Y, Sơn Tây                    |                     | Bảo tàng nghệ thuật Sơn Tây, Thái Nguyên, Sơn Tây      |          |
| Tượng Thường Dương Thái tôn bằng đá (常阳太尊石像) | Nhà Đường (618–907)                | Vận Thành, Sơn Tây                |                     | Bảo tàng nghệ thuật Sơn Tây, Thái Nguyên, Sơn Tây      |          |
| Mác tế lễ làm bằng ngọc (大玉戈) | Nhà Thương (1600–1046 TCN)         | Vũ Hán, Hồ Bắc                    | 1974                | Bảo tàng Hồ Bắc, Vũ Hán                                |          |
| Chuông Tăng hầu Ất | Chiến Quốc (475–221 TCN)           | Tùy, Tùy Châu, Hồ Bắc             | 1978                | Bảo tàng Hồ Bắc, Vũ Hán                                |          |
| Áo quan chạm khắc và sơn mài lấy từ Mộ Tăng hầu Ất (曾侯乙墓外棺) | Chiến Quốc (475–221 TCN)           | Tùy, Tùy Châu, Hồ Bắc             | 1978                | Bảo tàng Hồ Bắc, Vũ Hán                                |          |
| Bộ bình đúc tinh xảo bằng đồng lấy từ Mộ Tăng hầu Ất (曾侯乙青铜尊盘) | Chiến Quốc (475–221 TCN)           | Tùy, Tùy Châu, Hồ Bắc             | 1978                | Bảo tàng Hồ Bắc, Vũ Hán                                |          |
| Cửa gỗ sơn mài chạm khắc phượng hoàng và hươu (彩漆木雕小座屏) | Chiến Quốc (475–221 TCN)           | Giang Lăng, Hồ Bắc                | 1965                | Bảo tàng Hồ Bắc, Vũ Hán                                |          |
| Tượng nữ thần bằng đất sét lấy từ một miếu thờ của Văn hóa Hồng Sơn tại di chỉ khảo cổ Ngưu Hà Lương (红山文化女神像)                                                     | Đồ đá mới                          | Lăng Nguyên, Liêu Ninh            | 1983                | Viện khảo cổ Liêu Ninh                                 |          |
| Đồ thủy tinh hình đầu vịt (鸭形玻璃注) | Northern Yan (407–436)             | Bắc Phiếu, Liêu Ninh              | 1965                | Bảo tàng Liêu Ninh, Thẩm Dương                         |          |
| Cây bằng đồng cao 4 mét với rồng cuốn thân cây và chạm khắc hình lá, quả, và chim trên cành cây (青铜神树)                                                                | Nhà Thương (1600–1046 TCN)         | Quảng Hán, Tứ Xuyên               | 1986                | Bảo tàng Tam Tinh Đôi                                  |          |
| Đồ tế bằng ngọc có khắc hình người (三星堆出土玉边璋) | Nhà Thương (1600–1046 TCN)         | Quảng Hán, Tứ Xuyên               | 1986                | Bảo tàng Tam Tinh Đôi                                  |          |
| Cây bằng đồng cao 2 mét với tiền trên cành cây và phượng hoàng trên ngọn cây (摇钱树)                                                                                     | Đông Hán (25–220)                  | Miên Dương, Tứ Xuyên              | 1990                | Bảo tàng Miên Dương                                    |          |
| Ngựa đồng bay (铜奔马) | Đông Hán (25–220)                  | Vũ Uy, Cam Túc                    | 1969                | Bảo tàng Cam Túc, Lan Châu                             |          |
| Xe ngựa đồng thời nhà Tần, là một phần của Đội quân đất nung (铜车马) | Nhà Tần (221–206 TCN)              | Lâm Đồng, Tây An, Thiểm Tây       | 1980                | Bảo tàng Đội quân đất nung, Lâm Đồng, Thiểm Tây        |          |
| Sử tường bàn | Tây Chu (1046–771 TCN)             | Phù Phong, Thiểm Tây              | 1967                | Bảo tàng đồ đồng Bảo Kê                                |          |
| Đỉnh lớn bằng đồng với ba tay cầm và trang trí hình đầu trâu (淳化大鼎)                                                                                                   | Tây Chu (1046–771 TCN)             | Thuần Hóa, Hàm Dương, Thiểm Tây   | 1979                | Bảo tàng Thuần Hóa                                     |          |
| Bình đựng rượu tế hà tôn với phần văn tự mô tả việc xây dựng kinh đô Lạc Dương của Chu Thành vương 何尊                                                                   | Tây Chu (1046–771 TCN)             | Bảo Kê, Thiểm Tây                 | 1963                | Bảo tàng đồ đồng Bảo Kê                                |          |
| Tượng đá trên mộ Hoắc Khứ Bệnh tại Mậu lăng của Hán Vũ đế (茂陵石雕) | Tây Hán (206 TCN – 9)              | Hàm Dương, Thiểm Tây              |                     | Bảo tàng Mậu lăng, Hàm Dương                           |          |
| Bia Cảnh giáo ghi chép việc Cảnh giáo được du nhập vào Trung Hoa năm 635 (大秦景教流行中国碑)                                                                             | Nhà Đường (618–907)                | Thiểm Tây                         | 1623                | Rừng bia Tây An, Tây An, Thiểm Tây                     |          |
| Bình mạ bạc phỏng hình một túi đựng nước bằng da với hoa văn ngựa (舞马衔杯仿皮囊式银壶)                                                                                  | Nhà Đường (618–907)                | Tây An, Thiểm Tây                 | 1970                | Bảo tàng lịch sử Thiểm Tây, Tây An                     |          |
| Sừng đựng rượu mô phỏng hình thú vật được làm từ mã não (兽首玛瑙杯) | Nhà Đường (618–907)                | Tây An, Thiểm Tây                 | 1970                | Bảo tàng lịch sử Thiểm Tây, Tây An                     |          |
| Chuông đồng đúc năm 711 nặng 6500 kg, ban đầu được treo trên một tháp chuông ở kinh đô Trường An của nhà Đường (景云铜钟)                                                 | Nhà Đường (618–907)                |                                   |                     | Rừng bia Tây An, Tây An, Thiểm Tây                     |          |
| Phương trượng mạ vàng và bạc do Đường Ý Tông dâng lễ tại Chùa Pháp Môn năm 873 (银花双轮十二环锡杖)                                                                       | Nhà Đường (618–907)                | Phù Phong, Thiểm Tây              | 1987                | Chùa Pháp Môn, Phù Phong                               |          |
| Bộ tám hộp đựng xá lị được cho là xương ngón tay của Thích-ca Mâu-ni của Chùa Pháp Môn (八重宝函)                                                                         | Nhà Đường (618–907)                | Phù Phong, Thiểm Tây              | 1987                | Chùa Pháp Môn, Phù Phong                               |          |
| Mô hình chùa bằng đồng từ Chùa Pháp Môn (铜浮屠) | Nhà Đường (618–907)                | Fufeng, Shaanxi                   | 1987                | Famen Temple Museum, Fufeng                            |          |
| Băng tay thêu chữ "Ngũ tinh xuất đông phương" ("五星出东方"护膊) | Đông Hán (25–220) to Jin (266–420) | Dân Phong, Tân Cương              | 1995                | Viện khảo cổ Tân Cương                                 |          |
| Khung bàn bằng đồng phủ vàng, bạc, trang trí bốn rồng và phượng (错金银四龙四凤铜方案座)                                                                                  | Chiến Quốc (475–221 TCN)           | Bình Sơn, Thạch Gia Trang, Hà Bắc | 1974                | Bảo tàng Hà Bắc, Thạch Gia Trang                       |          |
| Đỉnh đồng với chân bằng thép lấy từ mộ của Trung Sơn vương (中山王铁足铜鼎)                                                                                               | Chiến Quốc (475–221 TCN)           | Bình Sơn, Thạch Gia Trang, Hà Bắc | 1977                | Bảo tàng Hà Bắc, Thạch Gia Trang                       |          |
| Ngọc y lấy từ mộ Trung Sơn Tĩnh vương (刘胜金缕玉衣) | Tây Hán (206 TCN – 9)              | Mãn Thành, Hà Bắc                 | 1968                | Bảo tàng Hà Bắc, Thạch Gia Trang                       |          |
| Đèn bằng đồng mạ vàng hình hầu gái lấy từ mộ của Đậu Oản, vợ Trung Sơn Tĩnh vương (长信宫灯)                                                                              | Tây Hán (206 TCN – 9)              | Mãn Thành, Hà Bắc                 | 1968                | Bảo tàng Hà Bắc, Thạch Gia Trang                       |          |
| Năm hình trang trí bằng đồng từ một bức bình phong đã hỏng từ mộ của Triệu Văn Vương (铜屏风构件5件)                                                                      | Tây Hán (206 TCN – 9)              | Quảng Châu, Quảng Đông            | 1983                | Bảo tàng Lăng mộ Triệu Văn Đế, Quảng Châu              |          |
| Cốc ngọc có hình sừng lấy từ mộ của Triệu Văn Vương (角形玉杯) | Tây Hán (206 TCN – 9)              | Quảng Châu, Quảng Đông            | 1983                | Bảo tàng Lăng mộ Triệu Văn Đế, Quảng Châu              |          |
| Tranh lụa vẽ người cưỡi rồng (人物御龙帛画) | Chiến Quốc (475–221 TCN)           | Trường Sa, Hồ Nam                 | 1949                | Bảo tàng Hồ Nam, Trường Sa                             |          |
| Tranh lụa vẽ hình người và rồng phượng (人物龙凤帛画) | Chiến Quốc (475–221 TCN)           | Trường Sa, Hồ Nam                 | 1949                | Bảo tàng Hồ Nam, Trường Sa                             |          |
| Áo mộc lấy từ mộ của Tân Truy phu nhân ở di chỉ khảo cổ Mã Vương Đôi (直裾素纱禅衣)                                                                                       | Tây Hán (206 TCN – 9)              | Trường Sa, Hồ Nam                 | 1972                | Bảo tàng Hồ Nam, Trường Sa                             |          |
| Áo quan bằng gỗ của Tân Truy phu nhân ở di chỉ khảo cổ Mã Vương Đôi (马王堆一号墓木棺椁)                                                                                  | Tây Hán (206 TCN – 9)              | Trường Sa, Hồ Nam                 | 1972                | Bảo tàng Hồ Nam, Trường Sa                             |          |
| Cờ tang bằng lụa thêu lấy từ mộ của Tân Truy phu nhân ở di chỉ khảo cổ Mã Vương Đôi (马王堆一号墓T型帛画)                                                                 | Tây Hán (206 TCN – 9)              | Changsha, Hunan                   | 1972                | Hunan Provincial Museum, Changsha                      |          |
| Cờ thêu có hình thần Mặt Trời và cảnh săn bắn (红地云珠日天锦) | Bắc triều (386–581)                | Hạ Lan, Ninh Hạ                   | 1983                | Qinghai Institute of Archaeology                       |          |
| Chín tập của bộ kinh Cát tường biến chí khẩu hòa bổn tục bằng tiếng Tangut sử dụng kỹ thuật in chữ rời lấy từ Bái tự câu phương tháp (西夏文佛经《吉祥遍至口和本续》纸本) | Tây Hạ (1038–1227)                 | Helan, Ningxia                    | 1991                | Viện khảo cổ Ninh Hạ                                   |          |
| Sứ tráng men tạo hình kho thóc (青花釉里红瓷仓) | Nhà Nguyên (1271–1368)             | Cảnh Đức Trấn, Giang Tây          | 1974                | Bảo tàng Giang Tây, Nam Xương                          |          |
| Tranh Trúc lâm thất hiền làm từ trên 300 viên gạch đất nung (竹林七贤砖印模画)                                                                                            | Nam triều (420–589)                | Nam Kinh, Giang Tô                | 1960                | Bảo tàng Nam Kinh                                      |          |

### Đợt 2 (2012)
| Tên hiện vật                                                                                                | Thời kỳ           | Nơi lưu giữ         | Minh họa    |
| --- | ----------------- | ------------------- | ----------- |
| Bản thảo Bình phục thiếp (平复帖) của Lục Cơ                                                                | Tây Tấn           | Bảo tàng Cố cung    |             |
| Bản thảo Bá viễn thiếp (伯遠帖) của Vương Tuấn                                                              | Đông Tấn          | Bảo tàng Cố cung    |             |
| Bản thảo Lan đình tự (兰亭序) do Phùng Thừa Tố phỏng lại thư pháp của Vương Hi Chi                          | Nhà Đường         | Bảo tàng Cố cung    |             |
| Bản thảo Mộng điệp thiếp (梦奠帖) của Âu Dương Tuân                                                         | Nhà Đường         | Bảo tàng Liêu Ninh  |             |
| Bản thảo Thiện kiến luật (善见律) của Quốc Thuyên                                                           | Nhà Đường         | Bảo tàng Cố cung    |             |
| Bản thảo Khổ duẩn thiếp (苦筍帖) của Hoài Tố                                                                | Nhà Đường         | Bảo tàng Thượng Hải |             |
| Bản thảo Trương hảo hảo thi (张好好诗) của Đỗ Mục                                                           | Nhà Đường         | Bảo tàng Cố cung    |             |
| Bản thảo chép lại thư pháp của Vương Hi Chi thời Đường (Mô Vương Hi Chi nhất môn thư hàn, 摹王羲之一门书翰) | Nhà Đường         | Bảo tàng Liêu Ninh  |             |
| Bản thảo Thần tiên khởi cư pháp thiếp (神仙起居法帖) của Dương Ngưng Thức                                   | Ngũ đại thập quốc | Bảo tàng Cố cung    |             |
| Bản thảo thơ của Lâm Bô                                                                                     | Nhà Tống          | Bảo tàng Cố cung    |             |
| Bản thảo thơ của Thái Tương                                                                                 | Nhà Tống          | Bảo tàng Cố cung    |             |
| Bản thảo của Văn Ngạn Bác                                                                                   | Nhà Tống          | Bảo tàng Cố cung    |             |
| Bản thảo Hành giai tín trát quyển (行楷信札卷) của Hàn Kỳ                                                   | Nhà Tống          | Bảo tàng Quý Châu   |             |
| Bản thảo Lăng nghiêm kinh chỉ yếu (楞严经旨要) của Vương An Thạch                                           | Nhà Tống          | Bảo tàng Thượng Hải |             |
| Bản thảo Chư thượng tọa (诸上座) của Hoàng Đình Kiên                                                        | Nhà Tống          | Bảo tàng Cố cung    |             |
| Bản thảo Điều khê thi (苕溪诗) của Mễ Phí                                                                   | Nhà Tống          | Bảo tàng Cố cung    |             |
| Bản thảo Thảo thư thiên tự văn (草书千字文) của Triệu Cát                                                   | Nhà Tống          | Bảo tàng Liêu Ninh  | 250x250像素 |
| Tranh Du xuân đồ (游春图) của Triển Tử Kiến                                                                 | Nhà Tùy           | Bảo tàng Cố cung    |             |
| Tranh Ngũ ngưu đồ (五牛图) của Hàn Hoảng                                                                    | Nhà Đường         | Bảo tàng Cố cung    |             |
| Tranh Huy phiến sĩ nữ đồ (挥扇仕女图) của Chu Phưởng                                                        | Nhà Đường         | Bảo tàng Cố cung    |             |
| Tranh Cao dật đồ (高逸图) của Tôn Vỵ                                                                        | Nhà Đường         | Bảo tàng Thượng Hải |             |
| Tranh Khám thư đồ (勘书图) của Vương Tề Hàn                                                                 | Ngũ đại thập quốc | Đại học Nam Kinh    |             |
| Tranh Trọng bình hội kỳ đồ (重屏会棋图) của Chu Văn Củ                                                      | Ngũ đại thập quốc | Bảo tàng Cố cung    |             |
| Tranh Trác hiết đồ (卓歇图) của Hồ Ngụy                                                                     | Ngũ đại thập quốc | Bảo tàng Cố cung    |             |
| Tranh Hàn Hy Tái dạ yến đồ của Cố Hoành Trung                                                               | Ngũ đại thập quốc | Bảo tàng Cố cung    |             |
| Tranh Cao sĩ đồ (高士图) của Vệ Hiền                                                                        | Ngũ đại thập quốc | Bảo tàng Cố cung    |             |
| Tranh Hạ Cảnh sơn khẩu đãi độ đồ (夏景山口待渡图) của Đổng Nguyên                                           | Ngũ đại thập quốc | Bảo tàng Liêu Ninh  |             |
| Tranh Tả sinh trân cầm đồ (写生珍禽图) của Hoàng Thuyên                                                     | Ngũ đại thập quốc | Bảo tàng Cố cung    |             |
| Tranh Ngư thôn tiểu thuyết đồ (渔村小雪图) của Vương Sân                                                    | Nhà Tống          | Bảo tàng Cố cung    |             |
| Tranh Lô đình mật tuyết đồ (芦汀密雪图) của Lương Sư Mẫn                                                    | Nhà Tống          | Bảo tàng Cố cung    |             |
| Tranh Mô vi yển mục phóng đồ (摹韦偃牧放图) của Lý Công Lân                                                 | Nhà Tống          | Bảo tàng Cố cung    |             |
| Tranh Giang sơn mục phóng đồ (江山牧放图) của Kỳ Tự                                                         | Nhà Tống          | Bảo tàng Cố cung    |             |
| Tranh Thanh minh thượng hà đồ (清明上河图) của Trương Trạch Đoan                                            | Nhà Tống          | Bảo tàng Cố cung    |             |
| Tranh Thiên lý giang sơn đồ của Vương Hy Mạnh                                                               | Nhà Tống          | Bảo tàng Cố cung    |             |
| Bản thảo Hậu Xích Bích phú đồ (后赤壁赋图) của Mã Hòa Chi                                                   | Nhà Tống          | Bảo tàng Cố cung    |             |
| Bản thảo Vạn tùng kim khuyết đồ (万松金阙图) của Triệu Bá Túc                                               | Nhà Tống          | Bảo tàng Cố cung    |             |
| Tranh Bộ liễn đồ (步辇图) của Diêm Lập Bản                                                                  | Nhà Tống          | Bảo tàng Cố cung    |             |

### Đợt 3 (2013)
Ngày 31 tháng 7 năm 2013, danh sách đợt 3 gồm 94 hiện vật được công bố, chủ yếu tập trung vào các phát hiện khảo cổ là đồ đồng, đồ gốm sứ và ngọc.
| Tên hiện vật | Thời kỳ                        | Địa điểm phát hiện                                                  | Thời điểm phát hiện | Nơi lưu giữ                                           | Hình ảnh |
| --- | ------------------------------ | ------------------------------------------------------------------- | ------------------- | ----------------------------------------------------- | -------- |
| Đỉnh Tử Long 子龙鼎 | Nhà Thương (1600–1046 TCN)     | Huy Huyện, Hà Nam                                                   | Thập niên 1920      | Bảo tàng Quốc gia Trung Quốc, Bắc Kinh                |          |
| Tứ dương phương tôn 四羊方尊 | Nhà Thương (1600–1046 TCN)     | Ninh Hương, Hồ Nam                                                  | 1938                | Bảo tàng Quốc gia Trung Quốc, Bắc Kinh                |          |
| Bình đựng rượu bằng đồng hình sừng với hoa văn rồng 龙纹兕觥 | Nhà Thương (1600–1046 TCN)     | Thạch Lâu, Sơn Tây                                                  | 1959                | Bảo tàng Sơn Tây, Thái Nguyên                         |          |
| Đỉnh Đại Hòa 大禾方鼎 | Nhà Thương (1600–1046 TCN)     | Ninh Hương, Hồ Nam                                                  | 1959                | Bảo tàng Hồ Nam                                       |          |
| Tượng đồng người đứng thẳng 铜立人像 | Nhà Thương (1600–1046 TCN)     | Di chỉ Tam Tinh Đôi, Quảng Hán, Tứ Xuyên                            | 1986                | Bảo tàng Tam Tinh Đôi                                 |          |
| Bình Thiên vong 天亡簋 | Tây Chu (1046–771 TCN)         |                                                                     |                     | Bảo tàng Quốc gia Trung Quốc, Bắc Kinh                |          |
| Cách Bá Củ 伯矩鬲 | Tây Chu (1046–771 TCN)         | Di chỉ Lưu Li Hà, Bắc Kinh                                          | 1975                | Bảo tàng Thủ đô, Bắc Kinh                             |          |
| Đồng đựng rượu cúng tế của Tấn hầu 晋侯鸟尊 | Tây Chu (1046–771 TCN)         | Khúc Ốc, Sơn Tây                                                    | 1992                | Bảo tàng Sơn Tây, Thái Nguyên                         |          |
| Bình đựng đồ tế lễ Bản mẫu:Rare Chinese character簋 | Tây Chu (1046–771 TCN)         | Phù Phong, Thiểm Tây                                                | 1978                | Bảo tàng đồ đồng Bảo Kê                               |          |
| Bàn đựng đồ tế lễ 逨盘 | Tây Chu (1046–771 TCN)         | My huyện, Thiểm Tây                                                 | 2003                | Bảo tàng đồ đồng Bảo Kê                               |          |
| Kiếm Câu Tiễn 越王勾践剑 | Xuân Thu (771–403 TCN)         | Giang Lăng, Hồ Bắc                                                  | 1965                | Bảo tàng Hồ Bắc, Vũ Hán                               |          |
| Buộc cổ ngựa hình vuông của Thương Ưởng 商鞅方升 | Chiến Quốc (475–221 TCN)       |                                                                     |                     | Bảo tàng Thượng Hải                                   |          |
| Bình đựng rượu bằng đồng phủ vàng và bạc 错金银镶嵌丝网套铜壶 | Chiến Quốc (475–221 TCN)       | Hu Dị, Giang Tô                                                     | 1982                | Bảo tàng Nam Kinh                                     |          |
| Thạp đồng mô tả lễ tế 诅盟场面贮贝器 | Tây Hán (206 TCN – 9)          | Di chỉ Thạch Trại Sơn, Tấn Ninh, Vân Nam                            |                     | Bảo tàng Quốc gia Trung Quốc, Bắc Kinh                |          |
| Gương có hoa văn người, xe, ngựa 彩绘人物车马镜 | Tây Hán (206 TCN – 9)          | Tây An, Thiểm Tây                                                   | 1963                | Bảo tàng Tây An                                       |          |
| Thạp đồng mô tả lễ tế 杀人祭柱场面贮贝器 | Tây Hán (206 TCN – 9)          | Di chỉ Thạch Trại Sơn, Tấn Ninh, Vân Nam                            |                     | Bảo tàng Vân Nam, Côn Minh                            |          |
| Bát gốm trang trí cá mặt người, Văn hóa Ngưỡng Thiều 仰韶文化彩陶人面鱼纹盆 | Đồ đá mới                      | Di chỉ Bán Pha, Tây An, Thiểm Tây                                   | 1955                | Bảo tàng Quốc gia Trung Quốc, Bắc Kinh                |          |
| Chậu gốm trang trí người nhảy múa, Văn hóa Mã Gia Diêu 马家窑文化彩陶舞蹈纹盆 | Đồ đá mới                      | Đại Thông, Tây Ninh (Thanh Hải)                                     | 1973                | Bảo tàng Quốc gia Trung Quốc, Bắc Kinh                |          |
| Bình gốm trang trí hình người khỏa thân, Văn hóa Mã Gia Diêu 马家窑文化彩陶贴塑人纹双系壶 | Đồ đá mới                      | Lạc Đô, Thanh Hải                                                   | 1974                | Bảo tàng Quốc gia Trung Quốc, Bắc Kinh                |          |
| Bình đựng rượu bằng gốm hình thuyền, Văn hóa Ngưỡng Thiều 仰韶文化彩陶网纹船形壶 | Đồ đá mới                      | Di chỉ Bắc Thủ Lĩnh, Bảo Kê, Thiểm Tây                              | 1958                | Bảo tàng Quốc gia Trung Quốc, Bắc Kinh                |          |
| Chậu gốm với họa tiết bàn long, Văn hóa Long Sơn 龙山文化彩绘蟠龙纹陶盘 | Đồ đá mới                      | Di chỉ Đào Tự, Tương Phần, Sơn Tây                                  | 1980                | Viện Khảo cổ, Viện Hàn lâm khoa học xã hội Trung Quốc |          |
| Bình gốm được tạo hình người, Văn hóa Ngưỡng Thiều 仰韶文化彩陶人形双系瓶 | Đồ đá mới                      | Di chỉ Đại Địa Loan, Tần An, Cam Túc                                | 1973                | Bảo tàng Cam Túc, Lan Châu                            |          |
| Cốc trang trí hoa văn hình sao, Văn hóa Đại Vấn Khẩu 大汶口文化彩陶八角星纹豆 | Đồ đá mới                      | di chỉ Đại Vấn Khẩu, Thái An, Sơn Đông                              | 1974                | Bảo tàng Sơn Đông                                     |          |
| Bình gốm men ngọc có ghi chữ Năm Vĩnh An thứ 3 (năm 260) “永安三年”款青釉堆塑谷仓罐 | Tam Quốc (Đông Ngô, 229–280)   | Thiệu Hưng, Chiết Giang                                             | 1935                | Bảo tàng Cố cung, Bắc Kinh                            |          |
| Chậu gốm men ngọc tạo hình hổ có ghi chữ Năm Xích Ô thứ 14 (AD 251) “赤乌十四年”款青釉虎子 | Tam Quốc (Đông Ngô, 229–280)   | Nam Kinh, Giang Tô                                                  | 1955                | Bảo tàng Quốc gia Trung Quốc, Bắc Kinh                |          |
| Bình gốm men ngọc trang trí 青釉褐彩羽人纹双系壶 | Tam Quốc (Đông Ngô, 229–280)   | Nam Kinh, Giang Tô                                                  | 1983                | Bảo tàng Nam Kinh                                     |          |
| Bình gốm men ngọc 青釉神兽尊 | Tây Tấn (266–316)              | Lăng mộ của Chu Xứ, Nghi Hưng, Giang Tô                             | 1976                | Bảo tàng Nam Kinh                                     |          |
| Bình gốm xanh với hoa văn hoa sen 青釉仰覆莲花尊 | Bắc Tề (550–577)               | Cảnh huyện, Hà Bắc                                                  | 1948                | Bảo tàng Quốc gia Trung Quốc, Bắc Kinh                |          |
| Bình gốm trắng phủ men xanh với cổ dài 白釉绿彩长颈瓶 | Bắc Tề (550–577)               | Lăng mộ Phạm Túy, An Dương, Hà Nam                                  | 1971                | Bảo tàng Hà Nam, Trịnh Châu                           |          |
| Bình gốm sứ với tay cầm hình rồng thời Nhà Tùy 隋白釉龙柄双联传瓶 | Nhà Tùy (581–618)              |                                                                     |                     | Bảo tàng Thiên Tân                                    |          |
| Bình gốm men xanh với tay cầm hình rồng và miệng trang trí hình phượng 青釉凤首龙柄壶 | Nhà Đường (618–907)            |                                                                     |                     | Bảo tàng Cố cung, Bắc Kinh                            |          |
| Trống bằng gốm Lỗ Sơn 鲁山窑黑釉蓝斑腰鼓 | Nhà Đường (618–907)            |                                                                     |                     | Bảo tàng Cố cung, Bắc Kinh                            |          |
| Tượng tam thái hình nhạc công ngồi trên lưng lạc đà 陶骆驼载乐舞三彩俑 | Nhà Đường (618–907)            | Lăng mộ của Thiền vu Đình Hải, Tây An, Thiểm Tây                    | 1957                | Bảo tàng Quốc gia Trung Quốc, Bắc Kinh                |          |
| Bình gốm men ngọc xanh-nâu kiểu Trường Sa 长沙窑青釉褐蓝彩双系罐 | Nhà Đường (618–907)            | Dương Châu, Giang Tô                                                | 1974                | Bảo tàng Dương Châu                                   |          |
| Lư hương năm chân bằng gốm men ngọc với họa tiết mây kiểu Việt Châu 越窑青釉褐彩云纹五足炉 | Nhà Đường (618–907)            | Lâm An, Chiết Giang                                                 | 1980                | Bảo tàng Lâm An                                       |          |
| Bình nước bằng gốm chấm nâu với họa tiết người nhảy múa kiểu Trường Sa 长沙窑青釉褐彩贴花人物纹壶 | Nhà Đường (618–907)            | Hành Dương, Hồ Nam                                                  | 1973                | Bảo tàng Hồ Nam                                       |          |
| Tượng tam thái hình nhạc công ngồi trên lưng lạc đà 三彩骆驼载乐俑 | Nhà Đường (618–907)            | Tây An, Thiểm Tây                                                   | 1959                | Bảo tàng Lịch sử Thiểm Tây, Tây An                    |          |
| Bát nước hình makara theo phong cách gốm Diệu Châu 耀州窑摩羯形水盂 | Ngũ đại Thập quốc (907–960)    | Bắc Phiếu, Liêu Ninh                                                | 1971                | Bảo tàng Liêu Ninh, Thẩm Dương                        |          |
| Cốc hình hoa sen theo phong cách gốm Việt Châu 越窑莲花式托盏 | Ngũ đại Thập quốc (907–960)    | Tháp Hổ Khâu, Tô Châu, Giang Tô                                     | 1956                | Bảo tàng Tô Châu                                      |          |
| Bình gốm men ngọc với họa tiết hình hoa được chạm khắc vào bình theo phong cách gốm Diệu Châu 耀州窑青釉刻花提梁倒流壶 | Ngũ đại Thập quốc (907–960)    | Bân Châu, Thiểm Tây                                                 | 1968                | Bảo tàng Lịch sử Thiểm Tây, Tây An                    |          |
| Chậu đựng rượu tế theo phong cách đồ gốm Nhữ 汝窑天青釉弦纹樽 | Bắc Tống (960–1127)            |                                                                     |                     | Bảo tàng Cố cung, Bắc Kinh                            |          |
| Chậugốm men ngọc theo phong cách đồ gốm Quan 官窑弦纹瓶 | Bắc Tống (960–1127)            |                                                                     |                     | Bảo tàng Cố cung, Bắc Kinh                            |          |
| Bình sứ trắng 钧窑月白釉出戟尊 | Bắc Tống (960–1127)            |                                                                     |                     | Bảo tàng Cố cung, Bắc Kinh                            |          |
| Bình sứ trắng với họa tiết hoa sen nở và đầu rồng theo phong cách đồ gốm Định 定窑白釉刻莲花瓣纹龙首净瓶 | Bắc Tống (960–1127)            | Underground Palace of the Jingzhongyuan Pagoda, Ding County, Hà Bắc | 1969                | Bảo tàng Định Châu                                    |          |
| Bình gốm sứ vẽ theo phong cách Quan 官窑贯耳尊 | Bắc Tống (960–1127)            |                                                                     |                     | Bảo tàng Cát Lâm, Trường Xuân                         |          |
| Bình gốm sứ vẽ hình hổ báo phong cách đồ gốm Đăng Phong 登封窑珍珠地划花虎豹纹瓶 | Nam Tống (1127–1279)           |                                                                     |                     | Bảo tàng Cố cung, Bắc Kinh                            |          |
| Mai bình hoa lam vẽ tích Tiêu Hà đuổi theo Hàn Tín dưới trăng 青花萧何月下追韩信图梅瓶 | Nhà Nguyên (1271–1368)         | Lăng mộ Mộc Anh, Nam Kinh, Giang Tô                                 |                     | Bảo tàng Nam Kinh                                     |          |
| Mai bình tráng men xanh trang trí rồng trắng 蓝釉白龙纹梅瓶 | Nhà Nguyên (1271–1368)         |                                                                     |                     | Bảo tàng Dương Châu                                   |          |
| Ngọc hình rồng của Văn hóa Hồng Sơn 红山文化玉龙 | Đồ đá mới                      | Ongniud, Nội Mông                                                   | 1971                | Bảo tàng Quốc gia Trung Quốc, Bắc Kinh                |          |
| Búa ngọc chạm hình thần vật của Văn hóa Lương Chử 良渚文化神人兽面纹玉钺 | Đồ đá mới                      | Dư Hàng, Chiết Giang                                                | 1986                | Bảo tàng Chiết Giang, Hàng Châu                       |          |
| Dao bằng ngọc với bảy lỗ 七孔玉刀 | Nhà Hạ (k. 2070 – k. 1600 TCN) | Di chỉ Nhị Lý Đầu, Yển Sư, Hà Nam                                   | 1975                | Bảo tàng Nhị Lý Đầu kinh đô nhà Hạ, Lạc Dương         |          |
| Ngọc bội của vợ thứ Tấn Mục hầu 晋侯夫人组玉佩 | Tây Chu (1046–771 TCN)         | Lăng mộ vợ thứ của Tấn Mục hầu, Khúc Ốc, Sơn Tây                    | 1992                | Bảo tàng Sơn Tây, Thái Nguyên                         |          |
| Ngọc bội rồng phượng 16 miếng 多节活环套练玉佩 | Chiến Quốc (475–221 TCN)       | Mộ Tăng hầu Ất, Tùy huyện, Hồ Bắc                                   | 1978                | Bảo tàng Hồ Bắc, Vũ Hán                               |          |
| Ấn ngọc khắc chữ "Hoàng hậu chi tỷ" của Lã hậu “皇后之玺”玉玺 | Tây Hán (206 TCN – 9)          | Gần Trường Lăng, Hàm Dương, Thiểm Tây                               | 1968                | Bảo tàng Lịch sử Thiểm Tây, Tây An                    |          |
| Bản ngọc chạm hình Đông Vương Công và Tây Vương Mẫu 镂雕东王公西王母纹玉座屏 | Đông Hán (25–220)              | Lăng mộ của Trung Sơn Mục vương Lưu Sướng, Định Châu, Hà Bắc        | 1969                | Bảo tàng Định Châu                                    |          |
| Thố ngọc chạm hình thần vật 神兽纹玉樽 | Tây Tấn (266–316)              | Lăng mộ của Lưu Hoằng, An Hương, Hồ Nam                             | 1991                | Bảo tàng Hồ Nam                                       |          |
| Ấn ngọc nắm hình rồng khắc chữ "Thống lĩnh thích giáo Đại Nguyên quốc sư" “统领释教大元国师之印”龙钮玉印 | Nhà Nguyên (1271–1368)         |                                                                     |                     | Bảo tàng Tây Tạng, Lhasa                              |          |
| Vòng vàng Thái dương thần điểu 太阳神鸟金箔片 | Nhà Thương (1600–1046 TCN)     | Di chỉ Kim Sa, Thành Đô, Tứ Xuyên                                   | 2001                | Bảo tàng Kim Sa                                       |          |
| Trượng bằng vàng 金杖 | Nhà Thương (1600–1046 TCN)     | Di chỉ Tam Tinh Đôi, Quảng Hán, Tứ Xuyên                            | 1986                | Bảo tàng Tam Tinh Đôi                                 |          |
| Đai lưng bằng bạc khảm ngọc và vàng 包金镶玉嵌琉璃银带钩 | Chiến Quốc (475–221 TCN)       | Huy Huyện, Hà Nam                                                   | 1951                | Bảo tàng Quốc gia Trung Quốc, Bắc Kinh                |          |
| Ấn vàng của vua nước Điền có khắc "Điền vương chi ấn" “滇王之印”金印 | Tây Hán (206 TCN – 9)          | Di chỉ Thạch Trại Sơn, Tấn Ninh, Vân Nam                            | 1956                | Bảo tàng Quốc gia Trung Quốc, Bắc Kinh                |          |
| Chuôi ô làm bằng đồng mạ vàng, bạc và khảm ngọc lam 错金银镶松石狩猎纹铜伞铤 | Tây Hán (206 TCN – 9)          |                                                                     |                     | Viện Khảo cổ và di tích văn hóa Hà Bắc                |          |
| Bộ đồ chơi phục vụ uống rượu lấy chủ đề Luận ngữ mạ vàng, bạc 龟负论语玉烛酒筹鎏金银筒 | Nhà Đường (618–907)            | Đan Đồ, Giang Tô                                                    | 1982                | Bảo tàng Chiết Giang                                  |          |
| Hộp sơn mài hình vịt uyên ương 彩绘乐舞图鸳鸯形漆盒 | Chiến Quốc (475–221 TCN)       | Mộ Tăng hầu Ất, Tùy huyện, Hồ Bắc                                   | 1978                | Bảo tàng Hồ Bắc, Vũ Hán                               |          |
| Hộp vuông được sơn mài và vẽ mạ vàng 识文彩绘盝顶长方形漆奁 | Tây Hán (206 TCN – 9)          | Di chỉ Mã Vương Đôi, Trường Sa, Hồ Nam                              | 1973                | Bảo tàng Hồ Nam                                       |          |
| Hộp cờ Lục bác sơn mài 黑漆朱绘六博具 | Tây Hán (206 TCN – 9)          | Di chỉ Mã Vương Đôi, Trường Sa, Hồ Nam                              | 1973                | Bảo tàng Hồ Nam                                       |          |
| Khay sơn mài minh họa tích Quý Trát gác kiếm 彩绘季札挂剑图漆盘 | Tam Quốc (Đông Ngô, 229–280)   | Lăng mộ Chu Nhiên, Mã An Sơn, An Huy                                | 1984                | Viện Khảo cổ và di tích văn hóa An Huy                |          |
| Cốc da với quai bằng đồng sơn mài 皮胎犀皮漆鎏金铜釦耳杯（2件） | Tam Quốc (Đông Ngô, 229–280)   | Lăng mộ Chu Nhiên, Mã An Sơn, An Huy                                | 1984                | Viện Khảo cổ và di tích văn hóa An Huy                |          |
| Cột ngọc trai với hộp gỗ 木雕真珠舍利宝幢（含木函） | Bắc Tống (960–1127)            | Tháp Chùa Thụy Quang, Tô Châu, Giang Tô                             | 1978                | Bảo tàng Tô Châu                                      |          |
| Lược làm bằng ngà voi của Văn hóa Đại Vấn Khẩu 大汶口文化象牙梳 | Đồ đá mới                      | di chỉ Đại Vấn Khẩu, Thái An, Sơn Đông                              | 1959                | Bảo tàng Quốc gia Trung Quốc, Bắc Kinh                |          |
| Mảnh tước làm bằng ngà voi có chạm khắc hình hai chim hướng Mặt Trời 河姆渡文化双鸟朝阳纹象牙雕刻器 | Đồ đá mới                      | Di chỉ Hà Mỗ Độ, Dư Diêu, Chiết Giang                               | 1977                | Bảo tàng Chiết Giang, Hàng Châu                       |          |
| Bình thủy tinh xanh với nắp đậy 绿玻璃盖罐 | Nhà Tùy (581–618)              | Lăng mộ Lý Tĩnh Huấn, Tây An, Thiểm Tây                             | 1957                | Bảo tàng Quốc gia Trung Quốc, Bắc Kinh                |          |
| Lọ thủy tinh xanh nhỏ 绿玻璃小瓶 | Nhà Tùy (581–618)              | Lăng mộ Lý Tĩnh Huấn, Tây An, Thiểm Tây                             | 1957                | Bảo tàng Quốc gia Trung Quốc, Bắc Kinh                |          |
| Áo choàng len đỏ thêu họa tiết của Người Doanh Bàn 红地对人兽树纹罽袍 | Nhà Hán (202 TCN – 220)        | Úy Lê, Tân Cương                                                    | 1995                | Viện Khảo cổ và di tích văn hóa Tân Cương             |          |
| Tranh thêu Phật 刺绣佛像供养人 | Bắc Ngụy (386–534)             | Hang Mạc Cao, Đôn Hoàng, Cam Túc                                    | 1965                | Viện nghiên cứu Đôn Hoàng                             |          |
| Cẩm bào thêu 方格兽纹锦 | Nam-Bắc triều (386–581)        | Nghĩa trang Astana, Turpan, Tân Cương                               | 1968                | Bảo tàng Tân Cương, Urumqi                            |          |
| Tranh thêu chim ưng 灵鹫纹锦袍 | Bắc Tống (960–1127)            | Aral, Tân Cương                                                     | 1953                | Bảo tàng Cố cung, Bắc Kinh                            |          |
| Bộ mười chiếc Trống đá nhà Tần 石鼓（1组10只） | Chiến Quốc (475–221 TCN)       |                                                                     |                     | Bảo tàng Cố cung, Bắc Kinh                            |          |
| Bốn trong số sáu tranh ngựa của Đường Thái Tông chạm khắc trên đá Chiêu Lăng lục tuấn lấy từ Chiêu lăng (gồm tranh về Thập Phạt Xích, Bạch Đề Ô, Đặc Lặc Phiếu, và Thanh Chuy) 昭陵六骏石刻（什伐赤、白蹄乌、特勒骠、青骓4幅） | Nhà Đường (618–907)            |                                                                     |                     | Bảo tàng Bi lâm                                       |          |
| Bản chép bia Miếu Tây Nhạc (bản Hoa Âm) 拓西岳华山庙碑册（华阴本） | Nhà Tống (960–1279)            |                                                                     |                     | Bảo tàng Cố cung, Bắc Kinh                            |          |
| Bản chép bia của Tào Toàn không bị khuyết chữ "nhân" 因) 曹全碑初拓本（“因”字不损本） | Nhà Minh (1368–1644)           |                                                                     |                     | Bảo tàng Thượng Hải                                   |          |
| Bản thảo Khan mậu bổ khuyết thiết vận của Vương Nhân Huệ 写本王仁煦《刊谬补缺切韵》 | Nhà Đường (618–907)            |                                                                     |                     | Bảo tàng Cố cung, Bắc Kinh                            |          |
| Bản khắc kinh A-duy-việt-trí" trong bộ kinh Khai Bảo tạng 刻开宝藏本《阿惟越致经》（1卷） | Bắc Tống (960–1127)            |                                                                     |                     | Thư viện Quốc gia Trung Quốc, Bắc Kinh                |          |
| Bản khắc 20 quyển Phạm Trọng Yêm văn tập 刻本《范仲淹文集》（20卷） | Bắc Tống (960–1127)            |                                                                     |                     | Thư viện Quốc gia Trung Quốc, Bắc Kinh                |          |
| Bộ tranh tường vẽ cảnh người chơi cầu ngựa tại lăng mộ của Chương Hoài Thái tử Lý Hiền 章怀太子墓壁画马球图（1组） | Nhà Đường (618–907)            |                                                                     |                     | Bảo tàng Lịch sử Thiểm Tây, Tây An                    |          |
| Bộ tranh tường vẽ cảnh săn bắn tại lăng mộ của Chương Hoài Thái tử Lý Hiền 章怀太子墓壁画狩猎出行图（1组） | Nhà Đường (618–907)            |                                                                     |                     | Bảo tàng Lịch sử Thiểm Tây, Tây An                    |          |
| Bộ tranh tường vẽ cửa khuyết tại lăng mộ của Ý Đức Thái tử Lý Trọng Nhuận 懿德太子墓壁画阙楼图（1组） | Nhà Đường (618–907)            |                                                                     |                     | Bảo tàng Lịch sử Thiểm Tây, Tây An                    |          |
| Bộ tranh tường vẽ cung nữ tại lăng mộ của Công chúa Vĩnh Thái 永泰公主墓壁画宫女图（1组） | Nhà Đường (618–907)            |                                                                     |                     | Bảo tàng Lịch sử Thiểm Tây, Tây An                    |          |
| Bản chép Kim đằng trong bộ thẻ tre Thanh Hoa thời Chiến Quốc 戰國简《金縢》 | Chiến Quốc (475–221 TCN)       |                                                                     |                     | Đại học Thanh Hoa                                     |          |
| Bản chép Đạo đức kinh (bó A, B, và C) của thẻ tre Quách Điếm thời nước Sở 郭店楚简《老子（甲、乙、丙）》 | Chiến Quốc (475–221 TCN)       |                                                                     |                     | Bảo tàng Kinh Môn                                     |          |
| Bản chép Khổng Tử thi luận trong bộ sưu tập thẻ tre Thượng Hải thời nước Sở 楚简《孔子诗论》 | Chiến Quốc (475–221 TCN)       |                                                                     |                     | Bảo tàng Thượng Hải                                   |          |
| Ngữ thư trong bộ sưu tập Thẻ tre Thụy Hổ Địa thời nhà Tần 云梦睡虎地秦简《语书》 | Nhà Tần (221–206 TCN)          |                                                                     |                     | Bảo tàng Hồ Bắc, Vũ Hán                               |          |
| Sách toán (số) trong bộ sưu tập thẻ tre thời nhà Tần của Thư viện Nhạc Lộc 秦简《数》 | Nhà Tần (221–206 TCN)          |                                                                     |                     | Đại học Hồ Nam                                        |          |
| Bản chép Kinh Dịch trong bộ sưu tập bạch thư của di chỉ Mã Vương Đôi 马王堆汉墓帛书《周易》 | Tây Hán (206 TCN – 9)          |                                                                     |                     | Bảo tàng Hồ Nam                                       |          |